# T-38 (Panzer)
Der T-38 war ein leichter sowjetischer Amphibien- und Spähpanzer des Zweiten Weltkrieges.

## Geschichte
Der Panzer war eine Weiterentwicklung des T-37 und wurde von der sowjetischen Führung zunächst als eine optimale Konstruktion angesehen. Bereits die Manöver im Jahr 1937 und der Winterkrieg zeigten jedoch, dass das Fahrzeug unzuverlässig und zu schwach gepanzert war. Der Panzer konnte nur bei guten Bedingungen schwimmen und dabei nicht einmal zwei Soldaten transportieren. Die darauf folgende Modernisierung brachte den T-38M hervor, von dem aber nur 15 Stück gebaut wurden, da nur ein Teil der Schwächen behoben werden konnte. Aus diesem Grund wurde die Weiterentwicklung des T-38 gestoppt und die Arbeiten am neuen Amphibien-Spähpanzer T-40 intensiviert. Der Großteil der T-38-Panzer ging in den Schlachten 1941 verloren, ihren letzten Einsatz hatten sie 1944 bei Leningrad.

## Einsatz bei der Wehrmacht
Erbeutete T-38 wurden von der Wehrmacht unter der Bezeichnung Schwimm-Panzerkampfwagen T 38-732 (r) meist bei Sicherungseinheiten im besetzten Hinterland der Sowjetunion oder als Zugmaschinen eingesetzt. Bei der Nutzung als Zugmaschine wurde häufig der Panzerturm entfernt. Infanterie-Einheiten nutzen den T-38 auch als Aufklärungsfahrzeug. Auch Sicherungseinheiten der Luftwaffe für Flugplätze nutzten den T-38. Deutsche Einheiten ersetzten den Panzerturm teilweise durch deutsche Maschinengewehre oder 2-cm-Maschinenkanonen mit Schutzschild.

## Technische Daten
- Klassifikation: Leichter Kampfpanzer
- Chefkonstrukteur: Nikolai Alexandrowitsch Astrow
- Hersteller: Werk Nr.37 (Sawod No.37) in Moskau (1340), Gorkowski Awtomobilny Sawod (36)
- Bewaffnung: 1 × 7,62-mm-MG Degtjarjow DT
- Munition: 1512 Schuss 7,62 × 54 mm R
- Panzerung:
  - Wanne
    - 9 mm Bug / Neigung 70°
    - 9 mm Fahrerfront oben / 80°
    - 6 mm Fahrerfront unten / 10°
    - 6 mm Wannenseite / 90°
    - 9 mm Heck
    - 6 mm Decke / 0°
    - 4 mm Boden / 0°

  - Turm
    - 9 mm Turmfront / 0°
    - 9 mm Turmseite / 0°
    - 9 mm Heck / 0°
    - 6 mm Decke / 0°
- Gewicht: 3,3 Tonnen
- Motor: 4-Zylinder-Ottomotor aus Lkw GAZ-AA mit 29 kW (40 PS)
- Kraftstoffverbrauch auf 100 km (Straße): 48 Liter
- Kraftstoffvorrat: 120 Liter
- Leistungsgewicht: 8,9 kW/t (12,1 PS/t)
- Antriebslage: vorne
- Fahrbereich (Straße): 250 km
- Höchstgeschwindigkeit: (Straße/Gelände) 40 km/h/10–15 km/h
- Federung: Schraubenfedern
- Kettenbreite: 152 mm
- Bodendruck: 0,45 kg/cm²
- Bodenfreiheit: 30 cm
- Länge über alles: 3780 mm
- Breite über alles: 2334 mm
- Höhe: 1630 mm
- Besatzung: 2 Mann
- Baujahre: 1936–1937, 1939
- Stückzahl: 1376